# Bromethalin
Bromethalin ist eine chemische Verbindung aus der Gruppe der Aniline.

## Gewinnung und Darstellung
Bromethalin kann durch eine mehrstufige Reaktion von Toluol mit Chlor, Fluorwasserstoff, Salpetersäure, Anilin, Dimethylsulfat und Dibromisocyanursäure gewonnen werden, siehe folgendes Syntheseschema:

## Eigenschaften
Bromethalin ist ein weißer geruchloser Feststoff, der unlöslich in Wasser ist und sich unter Einwirkung von UV-Licht zersetzt.

## Verwendung
Bromethalin wird als Rodentizid verwendet. Es wurde 1985 auf den Markt gebracht. Bromethalin gehört nicht zur Wirkstoffgruppe der Vitamin-K-Antagonisten (wie die 4-Hydroxycumarine Warfarin und Bromadiolon). Nach der Aufnahme wird es in der Leber zum größten Teil zu Desmethylbromethalin umgewandelt, welches bedeutend toxischer ist als die Ausgangssubstanz. Dieses entkoppelt die oxidative Phosphorylierung in den Mitochondrien der Zellen, wodurch Ödeme vor allem in Gehirn und Rückenmark entstehen.

## Zulassung
In den Staaten der EU, unter anderem in Deutschland und Österreich, sowie in der Schweiz sind keine Pflanzenschutzmittel mit diesem Wirkstoff zugelassen.